# Землетрус в Префектурі Ніїґата (1964)

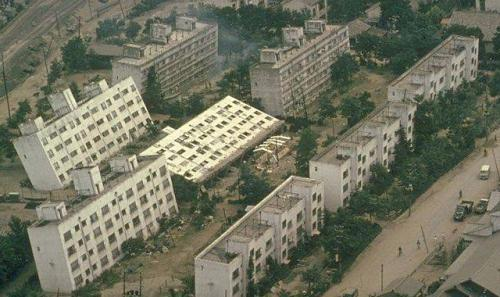
Вплив зрідження, спричиненого землетрусом, на багатоквартирні будинки в Ніїгаті

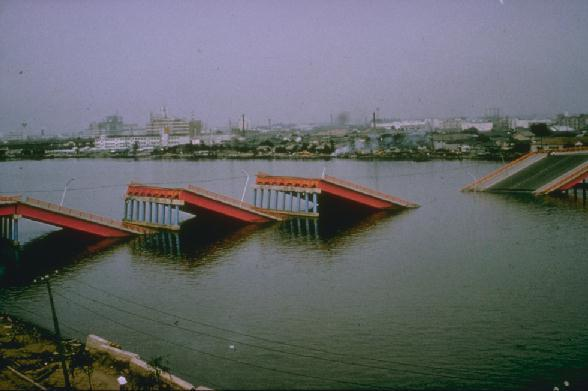
Крах мосту Шова, Ніігата, спричинений землетрусом

Землетрус в Префектурі Ніїґата 1964 року відбувся 16 червня о 13:01 за місцевим часом (04:01 за UTC), магнітудою балів 7,5 або 7,6. Епіцентр знаходився на континентальному шельфі біля північно-західного узбережжя Хонсю, Японія, в префектурі Нііґата, близько 50 кілометрів (30 миль) на північ від міста Нііґата. Землетрус спричинив зрідження більшої частини міста.

## Геологія
Північно-західна сторона Хонсю лежить на південно-східному краю Японського моря, області океанічної кори, створеної задньою дугою, що поширюється від пізнього олігоцену до середнього міоцену. Екстензійна тектоніка, пов’язана з розповсюдженням, утворила серію розширювальних розломів, пов’язаних із північно-південним рухом, та пов’язаних з ними басейнів. В даний час територія деформується руховою тектонікою, викликаючи інверсію цих попередніх басейнів, утворюючи антиклінальні структури. Вважається, що землетрус стався внаслідок зворотного руху однієї з цих відновлених розломів.

## Пошкодження
Було зруйновано 3,534 будинки, ще 11,000 пошкоджено. Цей рівень шкоди пояснюється впливом поганих підгрунтових умов. Більша частина нижньої частини міста Ніігата побудована на недавніх дельтових відкладах річок Шинано та Аґано, в основному, що складаються з незміченого піску. Тремтіння під час землетрусу спричинило зрідження з миттєвим ущільненням та утворенням багатьох піщаних вулканів. Встановлено, що карти районів просідання та піщаних вулканів тісно збігаються зі старими картами положення колишніх русел річок. Просідання до 140 см вимірювали на широких ділянках, пов'язаних зі зрідженням. В одній зоні багатоквартирних будинків, побудованих на рекультивованих землях біля річки Шинано, більшість житлових будинків стали похилими, і один з них був повністю перекинутий. Це сталося незважаючи на відносно низький рівень прискорення землі, зафіксований акселерографами сильного руху, розміщеними в одній з цих будівель.

### Вогонь та зрідження
Місто Нііґата, яке щойно відновилось після Великої пожежі Ніїґати 1955 року, зазнало значних збитків від пожежі та зрідження, спричинених землетрусом. Окрім зруйнованих внаслідок зрідження будівель на лівому березі річки Шинано, на правому березі також були значні пошкодження. Злітно-посадкова смуга аеропорту Ніїґата знаходилась поблизу гіпоцентру і була затоплена через зрідження та цунамі та спалахнула пожежа всередині аеропорту. Найбільш руйнівно труби бензобака, що належать Showa Shell Sekiyu, розташованому між аеропортом і гавані, також були пошкоджені в результаті струсу. Бензин із резервуара був вивезений на поверхню моря цунамі та підземною водою, що виділилася в результаті зрідження та запалився через 5 годин після землетрусу. Вогонь поширився на сусідні цистерни та спричинив вибухи, що живили вогонь, що дозволило продовжуватись протягом 12 днів. Вогонь поширився на сусідні житлові райони, в результаті чого 1407 людей були евакуйовані. Цю пожежу називають найгіршою пожежею промислового комплексу в історії країни. В той час причину пожежі називали зрідженням, але пізніше дослідження сильних землетрусів показали, що довгий період руху землі також грав свою роль.
На момент пожежі нова спеціально розроблена пожежна машина для боротьби з хімічними пожежами ще не була розгорнута в місті Ніїґата. Запит було надіслано до Агентства з управління пожежами та катастрофами, а війська були відправлені з Токійської дивізії. Існувала небезпека поширення вогню на прикріплений кисневий бак, але військам з Токіо вдалося зупинити його поширення на резервуар після 20-годинного бою.

### Міст Шова
Детально проаналізовано обвал мосту Шова в Ніїгаті. З повідомлень очевидців видно, що обвал розпочався через 70 секунд після початку землетрусу, що свідчить про те, що рух землі не був відповідним. Переміщення колон під опорами мосту через поперечне розтікання, спричинене зрідженням, розглядається як основна причина поломки.

## Характеристика

### Землетрус
Землетрус мав магнітуду 7,6 балів за шкалою моментів, але відносна глибока фокусна глибина 34 км означала, що сприйнята інтенсивність на узбережжі Хонсю, як правило, була VIII (важкою) або менше за шкалою інтенсивності Меркаллі, на консолідованій землі. Розрахований фокусний механізм вказує на зворотний розлом по західно-зануреному розлому, що має тенденцію до північ 20°схід.

### Цунамі
Перша хвиля цунамі обрушилася на місто Ніїгата приблизно через 15 хвилин після землетрусу. Це спричинило повені на острові Садо, острові Ава, а також на островах Окі в префектурі Сімане. Хвиля досягла висоти 3 м у Рюцу, 4 м у Шіотані та поблизу Івафуне, а також від 1 до 2 м у Наоецу. Також повідомлялося, що внаслідок розбігу на піщаних пляжах хвиля подекуди сягала 6 м. Перша хвиля була найвищою в багатьох місцях, але третя була, як повідомляється, вищою в інших місцях. Наступні хвилі йшли з інтервалом 20 і 50 хвилин. Повені тривали в деяких районах до місяця.

## Пережитки
Завдяки урбанізації та модернізації в місті Ніїгата та околицях, з метою видобування водорозчинного природного газу в підземних водах, відкачка води швидко зросла в 1950 році. В результаті просідання земель стало серйозною проблемою. Починаючи з 1959 року, завдяки обмеженням видобутку природного газу та підземних вод у районі міста Ніїґата, масштабне осідання земель зменшилось. Однак у той період спостерігалось, що ґрунт осідає в середньому 20 см на рік. Це осідання земель, зрідження у внутрішній частині міста та цунамі сприяли величезні повені під час землетрусу.
Міст Бандай, один із приміських мостів, що пролягають через річку Шинано в місті, пережив землетрус цілим, але не повністю. Вулиці, які перетинаються під мостом з кожного боку та проходять паралельно річці, мають висоту приблизно на 1 метр. Сам міст потонув лише близько на 10 см під час землетрусу, але разом із вищезазначеним просіданням суші він загалом опустився на 1,2 метра.
У відповідь на цей землетрус у червні 1966 р. Були прийняті нові закони щодо страхування від землетрусів.

## Дивитися також
- Список землетрусів 1964 року
- Список землетрусів в Японії

## Зовнішні посилання
- The International Seismological Centre has a bibliography and/or authoritative data for this event.